# Brycon amazonicus

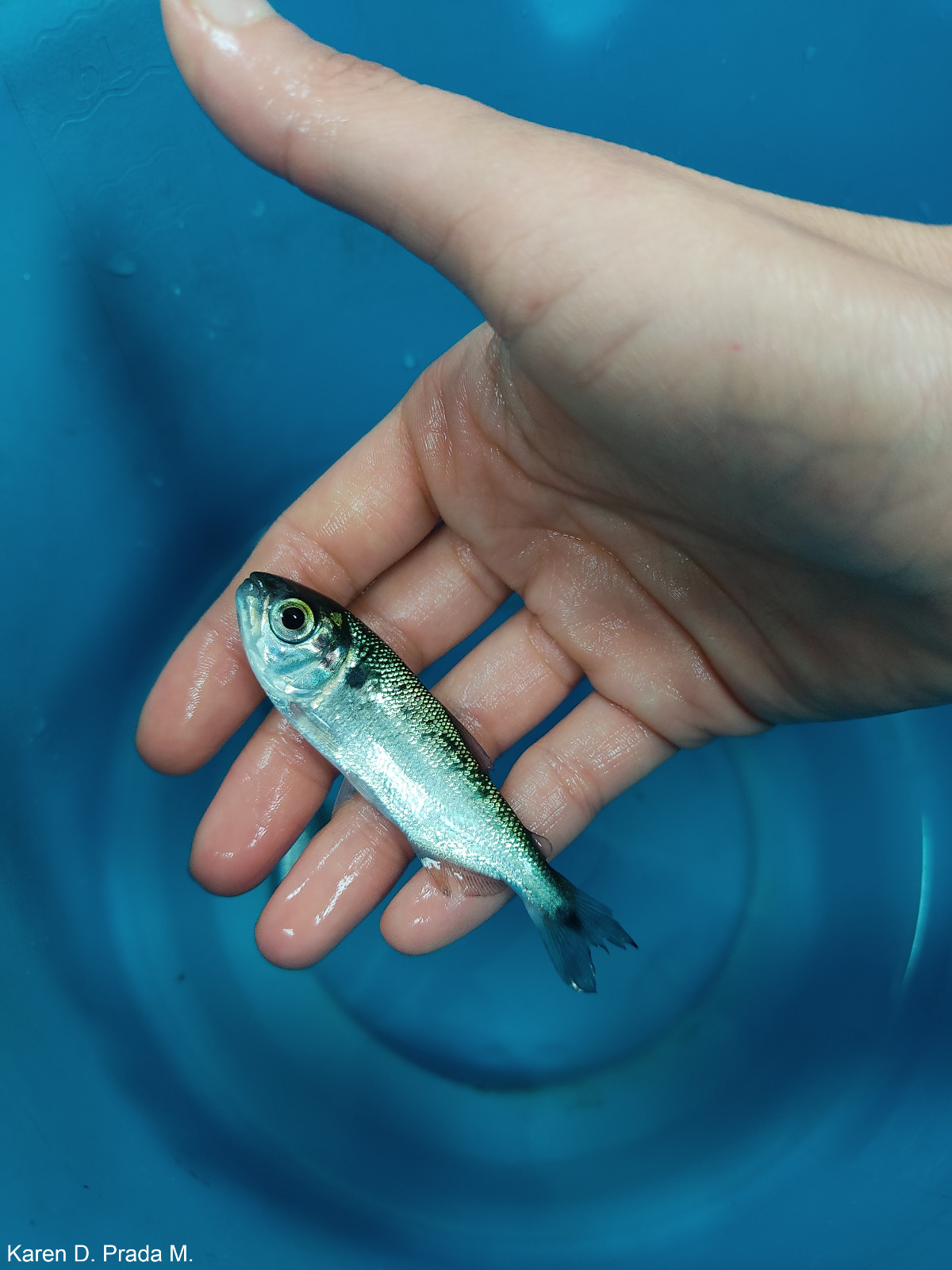
Alevino (juvenil) de B. amazonicus pronto para sua comercialização

Brycon amazonicus (Spix & Agassiz, 1829) é uma espécie de peixe de água doce, da família Bryconidae e da ordem Characiformes. É conhecido como matrinxã, jatuarana, piabanha ou pirabinha no Brasil, yamú ou bocón na Colômbia, sábalo de cola roja no Peru e palambra na Venezuela.
Na revisão taxonômica do gênero Brycon, a espécie conhecida como Brycon cephalus, que ocorre na Amazônia brasileira e é amplamente cultivada no Brasil, é na verdade Brycon amazonicus, que também é sinônimo das espécies Brycon siebenthalae e Brycon pellegrini.

## Distribuição geográfica
São encontrados na bacia dos rios Amazonas e Orinoco nos países de Brasil, Peru, Bolívia, Colômbia, Guiana e Venezuela.

## Morfologia
Tem o corpo alongado e robusto, é um peixe de escamas, tipo ciclóide, coloração prata intensa. Apresenta uma mancha arredondada escura na região umeral acima das escamas da linha lateral. Há uma mancha negra difusa que inicia no nível das nadadeiras ventrais e segue, na mesma linha, para atrás, em direção ao pedúnculo caudal. Nadadeira caudal bifurcada, boca ampla com dentes molariformes (ou multicuspidados).

## Hábitat
É uma espécie reofílica nativa da bacia amazônica, apresentando características migratórias, de hábito diurno, regime alimentar onívoro, habitando em águas geralmente ácidas (ou seja, baixo NH3). É capaz de tolerar temperaturas baixas de 19 °C e máxima de 33 °C, sendo desejável entre 25- 28 °C para sua criação. Como a maioria dos peixes tropicais concentrações de oxigênio dissolvido superior a 4 mg/L são ideias. No cultivo de matrinxã, estes valores variam pelas épocas do ano de 2,0 a 9,4 mg/L.
A alimentação no ambiente natural está relacionada ao ciclo hidrobiológico da água (entre os períodos de águas baixas e altas), sendo que durante a época de cheia do leito do rio alimentam-se de insetos adultos e restos de peixes e na época de esvaziamento alimentam-se de vegetais.

## Ciclo de vida e Reprodução
O matrinxã  passa por cinco fases de vida - ovócito, ovo embrionado, larva, juvenil, adulto. Sendo o período larval o mais critico, devido à voracidade e intenso canibalismo. Além do rápido crescimento destas espécie que fazem com que o período varie entre 15 e os 21 dias, atingindo o tamanho comercial.
Os ovos da matrinxã são livres, transparentes, esféricos com grande espaço perivitelínico. A fase de clivagem acontece nas primeiras horas após fertilização (AF), e culmina com a diferenciação de cabeça e cauda (forma de amêndoa) com aproximadamente 5 h e 30' - 6 h AF. A embriogênese tem duração de 3 h com formação de somitos, notocorda, vesículas óptica, ótica e otólitos, além de batimentos cardíacos e liberação da cauda. As larvas eclodem (assíncrona) com 10 h- 10 h 30’  AF, quando tem início o estágio larval (ou organogênese) e acontecem os primeiros movimentos de natação. Entre 19 e 30 h após a fertilização é observado: 1) delineamento da fissura oral, observação da cápsula auditiva e pigmentação; 2) formação do tubo digestivo (19 h); 3) arcos branquiais e as barbatanas peitorais distintas (26 h); 4) abertura da boca (28 h); 5) surgimento de dentes (30 h) ; 6) início do canibalismo com intensos movimentos mandibulares acompanhados de natação vertical (34 h); 7) absorção aparente de mais de 90% do saco vitelino (50 h), apta para busca, apreensão de presas e escape de predadores desde às 60 h AF
Ciclo reprodutivo é estacional (anual) de desova total, coincidindo com a época das chuvas- enchente (entre dezembro e janeiro), formando cardumes. Sua maduração sexual ocorre com aproximadamente três anos de idade.
Em cativero (ambiente artificial), o matrinxã não se reproduz, pois é uma espécie migradora dependente dos períodos hidrológicos, o que limita unicamente a este período a produção de alevino. Por tanto, a ovogênese e a desova não se completam, a não ser que sejam estimuladas artificialmente com hormônios (usualmente empregado hipófese de carpa comum). Nas femêas é utilizada uma dosagem de  5,5 mg/kg de peixe vivo,  divididos em duas doses, num intervalo de aproximadamente 8 horas, onde a segunda doses e definitiva deve possuir uma concentração maior em relação à primeira; a primeira é considerada doses de indução. Para os machos são administradas doses únicas que varia de 1 - 2 mg/kg de peixe vivo. Assim, a indução hormonal e desove são bastante semelhantes às outras espécies migratórias. Todavia, deve-se prestar atenção especial aos reprodutores, pois são observadas elevadas mortalidades de reprodutores em espécies deste gênero já que são muito sensíveis ao manejo.
Comummente é utilizado de 2 fêmeas para 1 macho. E algumas características são levadas em consideração para a seleção dos reprodutores (matrizes), tais como: nas fêmeas, o abdômen abaulado e papila urogenital avermelhada. E nos machos, apresentar liberação seminal após pressão abdominal. Esse processo deve ocorrer em horários mais frio do dia, bem como, é desejável em dias nublados, visando causar o menor estresse e possíveis mortalidades.

## Criação
[ editar código editar ]
Esta espécie presenta alto grau de adaptação aos diferentes sistemas de produção desde sistemas extensivo, semi-intensivo, intensivo e super intensivo, em tanques escavados ou açudes, tanque-rede, canais de igarapés e sistema biofloc. Por esse motivo, a espécie é uma das mais produzidas na psicultura da Amazônia, com potencial para ser amplamente cultivado em outras regiões do Brasil.
Na região amazônica, no interior, a criação desta espécie é principalmente em canais de igarapés fazendo parte da agricultura familiar de populações riberinhas que residem próximas a rios e lagos. Alguns dos atributos para escolha desta espécie em canais de igarapés são devido à: acessibilidade de dietas artificias e naturais que podem ser produzidos no meio rural (como macaxeira, jerimum, pupunha, banana, goiaba, jambo, entre outros), resistência ao manuseio, não apresentando mortalidades durante o período de cultivo, e sobretudo, os igarapés fazem parte do ambiente natural da espécie (águas movimentadas).

## Produção e Comercialização
Apresenta grande potencial para piscicultura brasileira, como na região norte posicionando-se no mercado com boa aceitação. Devido a que em sistema de criação apresenta rápido crescimento, facilidade no manejo alimentar, aceitando diferentes fontes de proteínas (onívoro), podendo alcançar até 1 kg no período de um ano de produção. No entanto, alguns entraves já são conhecidos na sua produção, como a exibição do comportamento agressivo e canibalismo na fase de larvicultura, o que pode reduzir em até 90% a sua sobrevivência e continua a ser um grande obstáculo à produção da matrinxã. Levando a uma oferta de alevinos (juvenis) abaixo da demanda do mercado em um curto período do ano e com preço alto quando comparamos com outra espécie da região amazônica, o tambaqui.
No ano de 2022 atingiu uma produção nacional de 3.936 t, onde o Norte é responsável por 90% da sua produção nacional (3.484 t), sendo está a segunda espécie mais produzida na região, tendo o estado do Amazonas como o maior produtor com 2.048 t, segundo informe do IBGE para o ano de 2023.
Devido ao interesse pelo consumo, o matrinxã é protegido pelo "Período de defeso", estabelecido pelo Instituto Brasileiro do Meio Ambiente e dos Recursos Naturais Renováveis (Ibama), com o objetivo de proibir a pesca, comercialização, armazenamento e qualquer outro tipo de atividade ligada ao consumo por uma temporada, visando auxiliar na manutenção do estoque pesqueiro, a partir do 15 de novembro até 15 de março, conforme Instituto de Proteção Ambiental do Amazonas (Ipaam).